# Három szabólegények
Ez a szócikk a tévéfilmről szól. Nem tévesztendő össze a Három szabó legények című népdallal!
A Három szabólegények egy a Magyar Televízió által készített színes magyar tévéjáték, kalandfilm, ifjúsági film, mesejáték Babay József írása után Papp Vera  főszereplésével Katkics Ilona rendezésében. Betétdalként felcsendül benne a Három szabó legények népdal Tamássy Zdenko átiratában. A film jeleneteinek jelentős részét Sopronban forgatták.
1982. december 24-én, pénteken 20:10-es kezdettel mutatta be az M1 televíziócsatorna.

## Készítették
- Rendező: Katkics Ilona
- Írta: Babay József
- Forgatókönyvíró: Békés József
- Díszlettervező: Gyarmathy Ágnes
- Operatőr: Szabados Tamás
- Vágó: Sándor Éva

## Szereplők
| Szerep          | Megjegyzés | Színész         |
| --------------- | --- | --------------- |
| Selyem Katalin  | Egyik szabólegény, és bár fiúnak adja ki magát (Selyem Péter), hogy alkalmazzák, valójában lány, aki végül Posztó Márton felesége lesz, a város új főbírájáé. | Papp Vera       |
| Pamut István    | a három szabólegény egyike | Vajda László    |
| Cérna Gábor     | a három szabólegény egyike | Paudits Béla    |
| Posztó Márton   | Mártonka, Posztó Lőrincné kisebbik fia, Prágába megy vándorútra, miközben találkozik a három szabólegénnyel.                                                  | Nagy Gábor      |
| Posztó Barnabás | Posztó Lőrincné idősebb fia, aki el szeretné hitetni édesanyjukkal, hogy öccse meghalt, hogy ő örökölhessen mindent.                                          | Helyei László   |
| Posztó Lőrincné | özvegy, két fiú édesanyja | Kohut Magda     |
| Főbíró          | | Kovács János    |
| Tollnok         | | Szilágyi István |
| Sódar hajdu     | | Bencze Ferenc   |
| Öregecske       | | Bakody József   |
| Szíjgyártó      | | Györffy György  |
| Csizmadia       | | Horkai János    |
| Kádár           | | Hollai Kálmán   |
| Csizmadiáné     | | Bakó Márta      |
| Hajdú           | | Horváth Pál     |

További szereplők: Biró József, Bor Adrienne, Budai István, Czigány Judit, Erdélyi Hajnal, Faluhelyi Magda, Fontos Magda, Géczy József, Gyürki István, Hajdu Endre, Hodu József, Horányi László, Hídvégi Mária, Komáromi István, Korompai Vali, Kővári Judit, Mátyás Jolán, Némedi Mária, Sipeki Tibor, Szabó Imre, Szécsi Vilma, Székely Tamás, Vajda Márta

## Fogadtatás
„Én nem tudok haragudni a „róka lelkű báty ... ”-ra se a Toldiban, se a Három szabólegények című mesejátékban. Ezek az idősebb testvérek ugyanis olyan gonoszak, hogy kimondottan jót tesznek a kisebbik fiú testvérükkel. Mert gondoljunk bele; ha György, a rókalelkű báty nincs, akkor nincs Toldi Miklós sem, kinek vitézi tetteit századokig regéli a nép, aki el nem űzetvén hazulról, maradt volna erős parasztlegény névtelenül, megíratlanul bízvást. Vagy itt van a Posztó deák esete. Ha a fivére nem akarja kiforgatni a jussából, akkor nem lesz belőle főbíró, mesehős, hanem csak egy névtelen kis mekmek. Nem találkozik bújdosásában a há-" rom szegény .szabólegényekkel, akiből az egyikét, lévén az csudaszép leányzó, asszonyául is vesz, hogy boldogan éljen, míg meg nem hal. És főleg, ha nincs az aljas lelkű báty, hát nincs, nem lett volna-e kedves-bájos, szívvel és értelemmel (!) készített karácsonyi mesejáték műsor — főidőben gyermekéknek, akik majd felnőttek lesznek és felnőtteknek, akik ez időre örömest váltak ismét gyermekké. A Három szabólegények már hoztak sikert gyermekszínpadon és csak csodálkozni lehet, hogy vajh’ miért váratott magára ily sokáig a megfilmesítése, mikor a gyermekfilmek hiánya és a téma látványossága is ott kopogott már jó ideje a televízió kapujában. No, persze sem nem okos, sem nem tisztességes dolog a megcsinálton számonkérni azt, hogy eleddig miért nem, sokkal bölcsebb inkább örülni, hogy Babay József színműve, Katkics Ilona hozzáértő — kamerához és a meséhez érző — rendezésében végre képernyőre került. Szép, forgatagos operatőri munka — mindenféle és itt felesleges kamera-bravúrok nélkül — és szép, tiszta, gyermeki játék a komolyan játszó színészektől. Pap Vera, Vajda László, Paudits Béla, mintha a meséből léptek volna elő. Helyei László is kellően, de mértéktartóan volt gálád. Nagy Gábor igazi mesehős volt, a főbírót formázó Kovács János pedig remek telitalálat, a figurát illetően. De a többi, az igen népes és szorgos szereplő- gárda is megérdemel, sőt kiérdemelt minden dicséretet a kedves, andalító, tanulságos, fordulatos, s a meséhez illően a végén mindent jóra fordító játék okán. Jólesett gyereknek lenni újra, — és nem gyermekded módon.”